# 金湾区
金湾区是中国广东省珠海市下辖的市辖区，位于广东省中南部，珠海市西南部，地處珠江出海口磨刀門與崖門之間的南海之濱。與江门市台山大广海湾经济区隔岸相對。成立于2001年4月4日（从原斗门区析出），总面积为376平方公里，區人民政府駐紅旗镇湖心路口。
金灣區是珠海市三大行政區之一，境內有規模以上企業254家，重點發展航空、生物醫藥、新能源、現代服務業等產業，區內有金海灘、飛沙灘、荷包島、亞馬遜部落、海泉灣、武林源、世外桃源等旅遊景區。

## 行政区划
金湾区下辖4个镇：
三灶镇、南水镇、红旗镇和平沙镇。
其中平沙镇、南水镇实际上由珠海经济技术开发区管辖。

## 人口
根據第七次全国人口普查數據，截至2020年11月1日零時，金灣區常住人口446369人。

## 高等教育
- 广东科学技术职业学院珠海校区
- 珠海科技学院（原吉林大学珠海学院）
- 遵义医科大学珠海校区

## 旅游
- 海泉灣溫泉
- 珠海航空展覽館
- 金海滩
- 荷包岛

## 交通

### 公路
- 珠海机场支线， 高栏港支线， 珠台高速， 270省道， 272省道， 366省道，黃茅海通道

### 航空
- 珠海機場

### 铁路
- 广珠铁路